# Phacostroma hypodermium
Phacostroma hypodermium är en svampart som beskrevs av Petr. 1955. Phacostroma hypodermium ingår i släktet Phacostroma, divisionen sporsäcksvampar och riket svampar.   Inga underarter finns listade i Catalogue of Life.